# Dianion
Dianion je anion s nábojem −2. Existuje mnoho stabilních molekulárních dianiontů, například BeF 2−
4  a MgF 2−
4 , ale žádný atomární: elektronové stínění a jiné kvantově mechanické jevy brání přidání dalšího elektronu k atomárnímu aniontu.
Nejvíce zkoumaným atomárním dianiontem je H2−, vytvářející rezonanční strukturu mezi elektronem a vodíkovým kationtem; v roce 1976 bylo experimentálně zjištěno, že jeho poločas činí 23±4 ns.
Některé molekulární dianionty mají význam ve fyziologii; příkladem může být hydrogenfosforečnanový anion (HPO 2−
4 ), přítomný v krvi a buňkách v koncentracích okolo 1 mmol/l, který spolupůsobí při vyrovnávání pH.